# Carlos Fischer
Carlos Lorenzo Fischer Brusoni (1903 - 1969) fou un polític uruguaià pertanyent al Partit Colorado.
Durant l'any 1950 va ser ministre de Ramaderia i Agricultura. El 1958 va succeir a Arturo Lezama Bagez al Consell Nacional de Govern. Tanmateix, va ser el darrer president del seu partit en ocupar un lloc al Consell, entre 1958 i 1959, abans del triomf històric del Partit Nacional.
Finalment, va deixar el poder en mans del nacionalista Martín Recaredo Echegoyen.